# くずは国際トーナメント
くずは国際トーナメント（くずはこくさいトーナメント）は、1965年から1990年まで行われていた日本プロゴルフ協会（JPGA）公認の男子プロゴルフトーナメントの一つである。
別名は「くずはトーナメント」。

## 概要・歴史
1965年に大阪府枚方市にある樟葉パブリック・ゴルフ・コース初代社長の今田英作の発案によりスタートした。第1回は「関西有名プロゴルフ競技」の名称で9月1日に開催され、パブリック・プレーヤーにトップ選手の技術を見てもらう趣旨があり、1966年の第2回までは観戦料が無料となっていた。
1968年の第3回より「全日本トッププロ招待トーナメント」に名称を変更し、1日に36ホールを回る方式とした。この時から産経新聞系の各紙（サンケイスポーツ、大阪新聞）も主催者に加わっており、1971年の第7回は初めて外国人選手が4人参加。1972年の第8回大会「くずは国際トーナメント」に名称を変更し、同年の第8回と1973年の第9回は1日27ホールで実施された。
1974年の第10回より2日間・36ホール制となり、同年から1978年の第14回までは関西テレビで中継され、1977年と1978年の放送では杉本清が実況を担当していた。1979年は中継が無かったが、1980年と1981年はKBS京都で放送され、1982年の第18回からはテレビ大阪で中継されていた。
1985年には入江勉が11アンダーの「59」を記録し、日本ツアーで初めて50台のスコアを出して、デビッド・イシイ（アメリカ）を抑えて優勝 。2日間の内容は、1日目が9バーディ、1イーグルの11アンダーで回り、2日目もパープレーにまとめてのものであった。快晴で風速1.1ｍという絶好のコンディションで、初日の2番パー5で決めた5ｍのイーグルパットが59への始まりとなり、3番で3ｍ、6番で6ｍ、7番1.5ｍ、9番では4ｍのバーディーパットを沈めてアウトは6アンダーの29であった。インでは10番から12、14、16番とひとホールおきにバーディーを奪って迎えた18番パー5は4ｍに3オンし、このパットをきっちり沈めて日本のプロトーナメント史上初めての59が達成された。記者に囲まれた入江はタバコを持つ手が小刻みに震え、観戦していた宮本留吉も「初めてや、50台のゴルフをはじめて見た。入江、カードはちゃんと保存しておけ」と興奮で声を震わせた。4打のリードで翌日の最終日に臨んだ入江はパープレーの70にまとめて逃げ切った。アメリカツアーでは1977年のダニー・トーマスメンフィスクラシックで2日目にアル・ガイバーガーがコロニアルCCで59をマークしており、入江が世界で2人目であった。廣野GCにあるJGAゴルフミュージアムには、当時のスコアカードと英字新聞の切り抜きが展示されている。
日本ゴルフ界の成長・発展と共に、当初の目的は達成したとして、1990年の第26回をもって大会を終了した。

## 歴代優勝者
※太字は日本プロゴルフ協会公認男子ゴルフツアートーナメント
- 1965年：杉原輝雄・戸田藤一郎（同スコア）
- 1966年：橘田規
- 1967年：杉原輝雄
- 1968年：宮本省三
- 1969年：橘田規
- 1970年：杉本英世
- 1971年：G.ウォルス・テンフォルム（ イングランド）
- 1972年：呂良煥（ 中華民国）
- 1973年：韓長相（ 韓国）
- 1974年：鷹巣南雄
- 1975年：鈴木規夫
- 1976年：小林富士夫
- 1977年：グレッグ・ノーマン（ オーストラリア）[1]
- 1978年：矢部昭
- 1979年：謝敏男（中華民国）
- 1980年：横島由一
- 1981年：島田幸作
- 1982年：鷹巣南雄
- 1983年：新井規矩雄
- 1984年：鈴木規夫
- 1985年：入江勉
- 1986年：山本善隆
- 1987年：高橋勝成
- 1988年：W.スミス（オーストラリア）
- 1989年：中村通
- 1990年：新関善美